# Serixia variicornis
Serixia variicornis là một loài bọ cánh cứng trong họ Cerambycidae.